# Angela Petrelli
Angela Petrelli est un personnage de fiction du feuilleton télévisé américain Heroes. Elle est interprétée par l'actrice Cristine Rose.

## Son histoire

### Passé
En 1961, alors âgée de seize ans, elle est emmenée à Coyote Sands, un centre pour spéciaux créé par le gouvernement et dirigé par Chandra Suresh, avec sa sœur et son père à cause de ses rêves inquiétants. Alice ne semble pas heureuse de la situation mais sa sœur lui assure qu'elles seront bien ici puis elle rencontre Charles Deveaux, Daniel Linderman et Robert Bishop qui lui souhaitent la bienvenue. Une nuit, elle sort de sa chambre après un cauchemar et retrouvent les trois garçons dehors. Elle les prévient de se méfier de Suresh avant de rentrer dans sa chambre. Quelques jours plus tard, elle fait une démonstration de son pouvoir à Chandra Suresh. Peu après, Angela et ses trois amis décident de quitter le camp mais la jeune fille doit abandonner Alice. Elle lui dit au revoir en promettant de revenir avant de s'enfuir.
Peu après, Angela rencontre Arthur et se marie avec lui. Par la suite, en 1977, elle fonde avec ce dernier, ainsi qu'avec d'autres spéciaux, dont ses amis de Coyote Sands, une organisation secrète, nommée la Compagnie, qui a pour but de conserver le secret au sujet des spéciaux, et de changer le monde. Pour ce faire, elle cautionne les méthodes appuyées de la Compagnie concernant la traque voire l'assassinat, ce qu'elle nomme un mal nécessaire. Elle devient une bonne amie de Victoria Pratt, qui créé le Virus Shanti la même année. Néanmoins, Adam Monroe, qui est à l'origine de la Compagnie, tente de le répandre, ce qui pousse les fondateurs à l'emprisonner, avant de mettre le virus à l'abri, conduisant à la démission de Pratt qui souhaitait sa destruction. Angela connaît une aventure avec Kaito Nakamura. Elle participe également à la création de la formule, et garde la moitié de celle-ci, tandis que l'autre est confiée au japonais. Mme Petrelli participe également au plan de New York, où ses fils sont destinés à avoir un rôle primordial. 
A un moment inconnu de sa vie, elle est venue en aide au haitien, et il lui est loyal depuis cet événement. 
Elle assiste aux expériences menées sur Ella Bishop par son père Robert. À la demande de ce dernier, elle ramène le haitien ainsi qu'un gâteau d'anniversaire puis elle fête l'anniversaire de la petite fille avec Kaito Nakamura, Noé Bennet et Robert Bishop après que le Haïtien ait effacé la mémoire d'Ella.
Alors qu'elle et son mari découvrent que Nathan n'a pas de pouvoir, Angela dit à Arthur qu'ils feront appel au docteur Zimmerman afin qu'il lui injecte la formule.
Lorsqu'Angela apprend que Nathan est responsable de la mort de Kelly, la fille de Millie, elle met tout en œuvre afin de garder cet accident secret et fait perdre la mémoire à son fils avec l'aide du haitien.
Peu de temps avant le début de la série, elle assiste à la fête d'anniversaire de Peter. Après l'accident de voiture de Heidi, la femme de Nathan, elle soupçonne Arthur d'y être pour quelque chose mais celui-ci affirme que c'est faux. Elle surprend Arthur en parler avec Linderman et elle tente de fuir son mari mais ce dernier le lui fait oublier grâce à ses pouvoirs. Linderman, grâce à son pouvoir, soigne la mémoire d'Angela et celle-ci piège Arthur avec l'aide du haitien, et fait croire à Nathan qu'il a eu une crise cardiaque.

### Volume 1: Genesis
Elle est la mère de Peter et Nathan (de son mariage de 41 ans). Elle a élevé seule ce dernier pendant que son mari était parti à la guerre. De fait, elle est également la grand-mère de Claire, qu'elle a protégé avec l'aide du Haïtien. 
Elle reste très mystérieuse tout au long de la 1re saison : elle parle français avec le Haïtien et est impliquée dans le plan de M. Linderman.

### Volume 2: Générations
Peu après l'explosion, Angela voit son fils à l'hôpital puis parle à Heidi. 4 mois après, elle est en deuil à cause de la mort de Peter. Elle va voir Nathan qui est devenu dépressif puis elle reçoit une menace de mort d'Adam Monroe et en parle à Kaito Nakamura. Après la mort de ce dernier, elle est interrogée puis enfermée par Matt Parkman qui la croit responsable de la mort du japonais, ce qu'elle ne nie pas, pour cacher la vérité.
Elle est ensuite attaquée par Maury Parkman puis sauvée par Nathan. Matt la réinterroge quelques jours plus tard pour savoir qui est Victoria Pratt, la torturant mentalement pour qu'elle révèle la vérité. Elle est ensuite libérée par Parkman et avoue à Nathan ce que la compagnie a fait. En apprenant l'alliance entre Adam et Peter, elle suggère à Matt de les tuer pour les empêcher de répandre le virus Sahnti. Après avoir vu l'assassinat de son fils aîné à la télévision, elle reçoit un mystérieux appel, d'une personne au courant de l'attentat.

### Volume 3: Les Traîtres
Au début du volume 3, elle fait des rêves prémonitoires où elle voit la mort des héros et le retour de plusieurs villains puis parle à Peter du futur, qui vient de tenter de tuer Nathan. Plus tard, elle prend la tête de la compagnie après la mort de Robert Bishop et évince la fille de ce dernier, Ella, au profit de Sylar qu'elle persuade être sa mère. Elle fait alors de lui le partenaire de Noé Bennet et leur ordonne de capturer quatre évadés. 
Par la suite, elle voit Hiro Nakamura et Ando Masahashi et leur ordonne de libérer Adam Monroe afin de découvrir qui est à l'origine de la fin du monde dans le futur. Elle reçoit ensuite Nathan et Tracy et leur apprend qu'elle leur a donné des pouvoirs grâce à la formule. Elle est attaquée par son mari qui bloque ses pensées et la paralyse. Matt Parkman, aidé de Daphnée Milbrook, parvient à la réveiller. Après que Peter, Claire et Nathan les ont rejoints, ils décident de ce qu'ils doivent faire.
Pour stopper Arthur, elle envoie Peter et Nathan chercher l'haitien puis, lorsque Nathan se rallie à son père, Angela demande à Peter de tuer Arthur. Dans le chapitre final, elle est piégée dans un bâtiment de la compagnie par Sylar avec Claire, Mérédith et Noé Bennet. Elle apprend finalement à Sylar qu'elle n'est pas sa mère mais qu'elle connait ses vrais parents. Elle est sauvée par Claire et Noé et fuit le bâtiment enflammé par Mérédith.

### Volume 4: Les Fugitifs
Dans le volume 4, elle annonce à Noé Bennet que la Compagnie est finie puis elle aide Nathan à mettre son plan en place. Après que Danko ait découvert le pouvoir de Nathan, elle aide Noé à stopper Danko. Mais, sans la protection de Nathan, Danko envoie ses agents l'arrêter. Elle est sauvée par Peter puis demande à aller dans une église ou elle fait sa rédemption. Elle demande ensuite à Claire, Noé et Nathan de la rejoindre à "Coyote Sands" pour révéler ses secrets.
Elle explique alors pourquoi elle a fondé la compagnie. Elle revoit sa sœur, Alice, qui préfère s'enfuir. Le soir, elle dine avec sa famille et Noé. Ils voient alors Nathan à la télévision qui est en réalité Sylar. Tandis que Nathan et Peter v"ont combattre Sylar, elle va également à Washington avec Claire et Noé. Alors qu'ils sont sur une route, Noé dit aux deux autres de sortir de la voiture. Angela dit à Claire d'aller rejoindre Peter et Nathan alors que la vieille dame retrouve Matt Parkman et le convainc de l'aider à sauver Nathan.
Arrivés à Washington, ils découvrent avec horreur le cadavre de Nathan, égorgé. Angela, Noé et Matt décident de placer l'esprit de Nathan dans le corps de Sylar grâce au pouvoir du télépathe. Elle assiste avec les autres héros, à l'incinération de Sylar, qui est en fait le corps de James Martin. La dernière scène du volume la montre avec Nathan/Sylar dans un bureau. Alors qu'ils s'apprêtent à partir, le politicien se rend compte qu'une des horloges est légèrement déreglée.

### Volume 5: Rédemption
Au début de ce volume, Angela fait un rêve inquiétant à propos de la réemergence de Sylar. Elle va ensuite au restaurant avec Nathan qui semble avoir découvert des pouvoirs de son meurtrier. Peu après, elle téléphone à Noé Bennet et Matt Parkman et leur fait part de ses doutes, mais ces deux derniers ne veulent plus être mêlés à cette histoire, en répliquant que cette décision a été prise sur le coup de l'émotion. Quelque temps après, voyant que Nathan a des trous de mémoire, elle décide de lui donner certains des objets qu'il a eu étant enfant et adolescent, afin qu'il se souvienne de son passé.
Malheureusement, il se souvient qu'il a tué Kelly, la fille de Millie. Après avoir parlé avec cette dernière, Angela lui avoue qu'elle avait fait appel au haïtien pour effacer sa mémoire et qu'elle avait maquillé la mort de la jeune fille en fugue. Plus tard, elle dine avec Millie au restaurant. Quelques jours plus tard, elle dîne avec Peter et lui fait part de son inquiétude quant à la disparition de Nathan. Lorsque son fils apprend la vérité sur la mort de Nathan, elle tente en vain de le dissuader de se venger. 
Peu après, elle assiste à l'enterrement de Nathan avec Peter, Claire, Noah, les fils et l'ex-femme de son fils décédé. Quelques jours plus tard, elle fait un rêve inquiétant à propos d'Emma. Elle décide d'en parler à Peter, mais le trouve en compagnie de la jeune femme. Elle lui conseille de garder ses distances avec elle avant qu'il ne lui emprunte son pouvoir. Par la suite, elle tente de le dissuader en vain de ne pas partir à la recherche de Sylar pour sauver Emma. Se remémorant les multiples fois où elle a tenté de sauver Nathan, et le monde des catastrophes annoncées, elle se rend compte que certaines choses sont inévitables, comme la révélation au monde des spéciaux, à laquelle elle assiste en regardant Claire à la télévision.

### Futur alternatif
Dans l'épisode 2x07 "hors du temps", on découvre un monde dévasté par le virus Shanti. Dans ce monde, Angela est toujours en vie et lorsqu'elle revoit Peter, qui a perdu la mémoire, elle l'aide à se rappeler qui il est puis elle le convainc de repartir à son époque afin de détruire le virus.

## Anecdotes
- Dans l'épisode pilote, elle se nommait Alice. Ce nom sera finalement donné à sa sœur (épisode 3x23 : 1961).